# Нортон, Грэм
Грэм Уи́льям Уо́кер (англ. Graham William Walker), более известный как Грэм Но́ртон (англ. Graham Norton, род. 4 апреля 1963, Клондолкин, Ирландия) — ирландский теле- и радиоведущий, комик, актёр и колумнист. Знаменит в качестве ведущего собственного британского комедийного ток-шоу «Шоу Грэма Нортона» (с 2007 года). Его стиль отличается диалогами с инсинуациями и экстравагантностью.

## Ранние годы
Грэм Уильям Уокер родился в Клондолкине, пригороде Дублина. Детство провёл в Бандоне. Среднюю школу окончил в Бандоне, затем поступил в Ирландский национальный университет в Корке, где он провёл два года, изучая английский и французский языки. В июне 2013 он получил почётную докторскую степень от Ирландского национального университета. После Нортон переехал в Великобританию и посещал Центральную школу Ораторского и актерского мастерства. При вступлении в Британский профсоюз актеров Equity взял себе фамилию Нортон, девичью фамилию его прабабушки, поскольку в профсоюзе уже состоял Грэм Уокер.

## Карьера

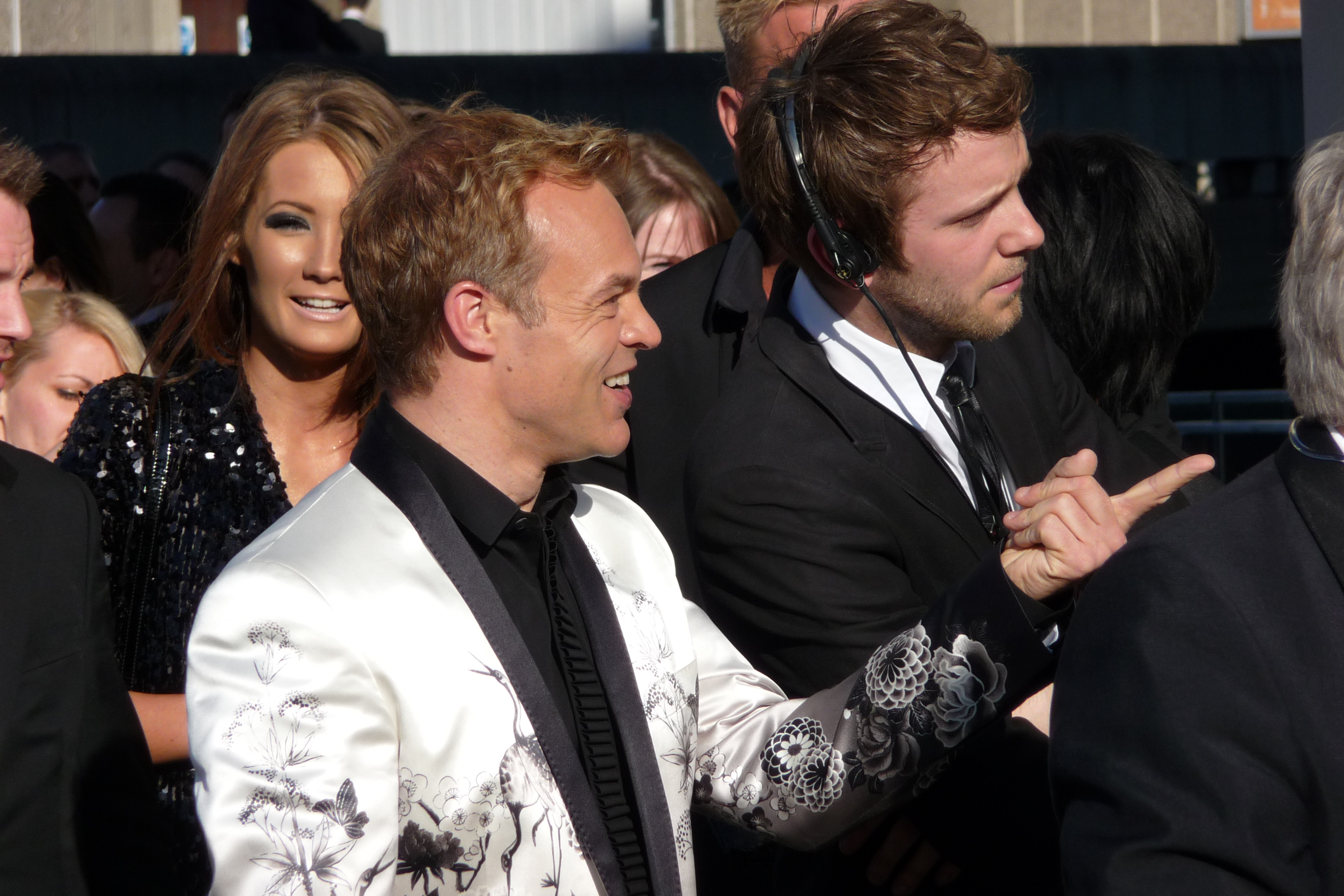
Нортон в 2009 на вручение BAFTA

Первое появление Нортона в радиовещании произошло в Великобритании, где он получил место постоянного комика на шоу «Loose Ends», которое выходило в начале 1990-х годов утром по субботам на BBC Radio 4.
В 1996—1998 годах Нортон сыграл роль отца Ноэля Фурлонга в трёх сериях популярного ситкома «Отец Тед» на телеканале Channel 4. В 1998 году Нортон получил своё первое собственное ток-шоу на телеканале Channel 4, еженедельное шоу «So Graham Norton» (1998—2002), а после — «V Graham Norton» (2002—2003), выходившее по будням. Летом 2004 года Нортон был ведущим американского ток-шоу «The Graham Norton Effect» на телеканале Comedy Central, также выходившее в Великобритании на BBC Three.
В 2005 году Нортон перешёл на Би-би-си и начал вести субботнее танцевальное реалити-шоу «Strictly Dance Fever» (2005—2006) на телеканале BBC One, а также собственное ток-шоу «Graham Norton's Bigger Picture» (2005—2006). С 2007 года стал регулярным ведущим церемонии награждения Премии BAFTA в области телевидения. С февраля 2007 года начал вести ток-шоу «Шоу Грэма Нортона» на канале BBC Two, формат которого стал похож на его шоу на Channel 4. С октября 2009 года шоу выходит на канале BBC One.
1 сентября 2007 года был ведущим первого Танцевального Евровидения — 2007 вместе с Клодией Уинклман в Лондоне. Формат был основан на шоу «Strictly Come Dancing» и на Конкурсе песни Евровидение. Нортон и Уинклман также вели вместе Танцевальное Евровидение — 2008 в Глазго (Шотландия). В октябре 2008 года было подтверждено, что Нортон сменит Терри Вогана в качестве ведущего британского национального отбора на Конкурс песни Евровидение. В декабре было объявлено, что Нортан также сменит Вогана и в качестве комментатора финала Евровидения, и его первым конкурсом на этой должности стало Евровидение-2009 в Москве.
В 2010 году стал ведущим субботнего утреннего шоу на BBC Radio 2, сменив Джонатана Росса. После 10 лет работы в декабре 2020 года он покинул утреннее шоу, и в феврале 2021 года его заменила Клодия Уинклман.
31 марта 2015 года Нортон вместе с Петрой Меде был ведущим шоу «Eurovision Song Contest’s Greatest Hits» к 60-летнему юбилею Евровидения в Лондоне.
В 2019 году стал членом жюри на реалити-шоу «RuPaul's Drag Race UK», чередуясь на постоянной основе с Аланом Карром.
Нортон сыграл вымышленную версию себя в качестве британского комментатора Евровидения в фильме Netflix 2020 года «Евровидение: История огненной саги».
В январе 2021 года Нортон присоединился к радиостанции Virgin Radio UK, ведя шоу по субботам и воскресеньям В феврале 2024 года Нортон объявил, что перестанет вести шоу на радиостанции, поскольку хочет вернуть себе выходные.

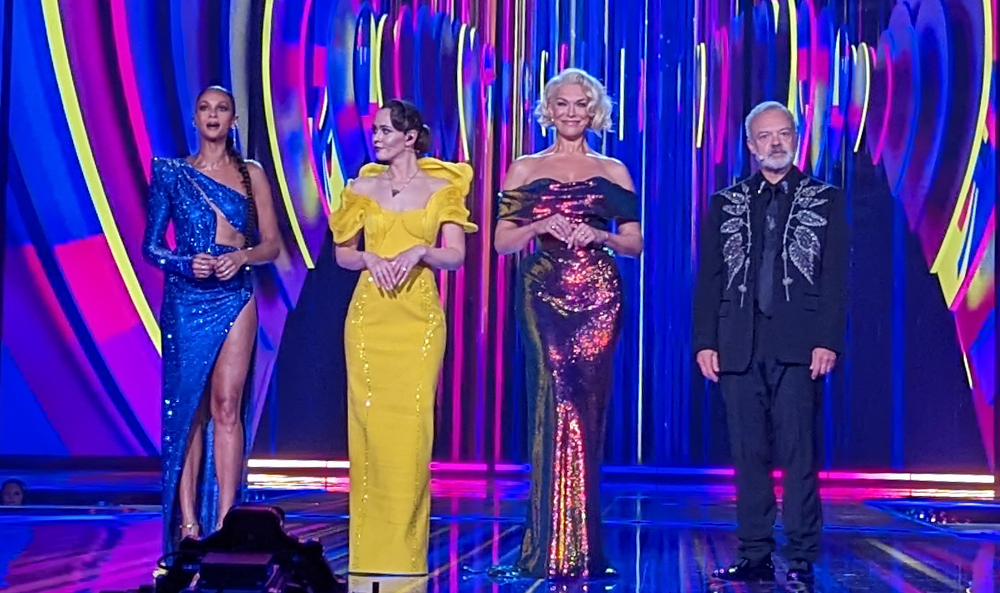
Ведущие финала Евровидения-2023.

Нортон был соведущим финала Конкурса песни Евровидение-2023, проходившем в Ливерпуле, вместе с Алишей Диксон, Ханной Уоддингем и Юлией Саниной вдобавок к его регулярной роли комментатора, где к нему присоединилась Мэл Гедройч.
В 2024 году стал ведущим возрождённой британской версии телеигры «Колесо фортуны» на телеканале ITV1.

## Личная жизнь
В течение пяти лет Нортон имел непостоянные отношения с Кристианом Сибером, с которым он встретился в 2001 году в нью-йоркском гей-баре «Barracuda Lounge». Сибер работал в образе дрэг-королевы Тины Бёрнер и переехал к Нортону в Великобританию до их расставания в 2006 году.
В 2012 году Нортон приютил двух собак от благотворительной организации «Dogs Trust»: лабрадудля по кличке Бейли и терьера по кличке Мэдж. Мэдж было не менее 16 лет, когда она умерла в декабре 2019 года. В октябре 2020 года Нортон сообщил, что Бейли недавно скончался в Корке в возрасте 15 лет.
У Нортона были двухлетние отношения с Тревором Паттерсоном, которые завершились в 2013 году, и трёхлетние отношения с Эндрю Смитом, закончившиеся в 2015 году. 10 июля 2022 года в городе Бантри в Ирландии Нортон вышел замуж за шотландского кинематографиста Джонатана Маклеода.

## Фильмография
| Год       |    | Русское название                   | Оригинальное название                           | Роль                                            |
| --------- | -- | ---------------------------------- | ----------------------------------------------- | ----------------------------------------------- |
| 1996—1998 | с  | Отец Тед                           | Father Ted                                      | отец Ноэль Фурлонг                              |
| 1999      | ф  |                                    | Stargay                                         | Грэм Солекс                                     |
| 2006      | ф  | Голубой пирог                      | Another Gay Movie                               | Мистер Пуков                                    |
| 2007      | ф  | Я никогда не буду твоей            | I Could Never Be Your Woman                     | Тэйлор                                          |
| 2016      | ф  | Просто потрясающе                  | Absolutely Fabulous: The Movie                  | в роли себя                                     |
| 2020      | ф  | Евровидение: История огненной саги | Eurovision Song Contest: The Story of Fire Saga | в роли себя                                     |
| 2020      | мф | Душа                               | Soul                                            | Лунветр (озвучка)                               |
| 2020      | ф  | Дублёрша                           | The Stand-In                                    | в роли себя                                     |
| 2024      | ф  | Мысль о тебе                       | The Idea of You                                 | в роли себя                                     |
| 2025      | с  | Доктор Кто                         | Doctor Who                                      | в роли себя (серия «Межзвёздный конкурс песни») |

## Награды
| Год  | Награды                           | Награды                                     | Работа                 | Результат | Прочее        |
| ---- | --------------------------------- | ------------------------------------------- | ---------------------- | --------- | ------------- |
| 1999 | Gaytime награда                   | Gay Presenter of the Year                   | N/A                    | Победа    |               |
| 2000 | British Academy Television Awards | Best Entertainment Performance              | So Graham Norton       | Победа    |               |
| 2001 | Royal Television Society          | Best Presenter                              | So Graham Norton       | Победа    | [ 30 ] [ 31 ] |
| 2001 | British Academy Television Awards | Best Entertainment Performance              | So Graham Norton       | Победа    |               |
| 2002 | British Academy Television Awards | Best Entertainment Performance              | So Graham Norton       | Победа    |               |
| 2011 | British Academy Television Awards | Best Entertainment Performance              | The Graham Norton Show | Победа    |               |
| 2012 | British Academy Television Awards | Best Entertainment Performance              | The Graham Norton Show | Победа    |               |
| 2013 | British Academy Television Awards | Best Entertainment Performance              | The Graham Norton Show | Номинация |               |
| 2013 | British Academy Television Awards | Lew Grade Award for Entertainment Programme | The Graham Norton Show | Победа    |               |
| 2014 | British Academy Television Awards | Best Entertainment Performance              | The Graham Norton Show | Номинация |               |
| 2015 | British Academy Television Awards | Best Entertainment Performance              | The Graham Norton Show | Номинация |               |
| 2015 | British Academy Television Awards | Best Comedy Programme or Series             | The Graham Norton Show | Победа    | [ 32 ]        |
| 2016 | British Academy Television Awards | Best Entertainment Performance              | The Graham Norton Show | Номинация |               |
| 2017 | National Television Awards        | Special Recognition Award                   | The Graham Norton Show | Победа    | [ 33 ]        |
| 2018 | British Academy Television Awards | Best Entertainment Performance              | The Graham Norton Show | Победа    | [ 34 ]        |

### Автобиография
- Norton, Graham. So Me (неопр.). — London: Hodder & Stoughton[англ.], 2004. — ISBN 978-0-340-83348-3.
- Norton, Graham. The Life and Loves of a He Devil (неопр.). — London: Hodder & Stoughton[англ.], 2014. — ISBN 978-1-444-79026-9.